# Véronique Le Ru
Véronique Le Ru, née en 1962, est une philosophe et professeure d'université française.

## Biographie
Elle est agrégée de philosophie, ancienne élève de l'École normale supérieure de Saint-Cloud. Spécialiste de l'âge classique, elle a fait son doctorat sur D'Alembert et son habilitation à diriger des recherches sur la réception du cartésianisme en France, entre 1650 et 1750. Elle est professeure à l'université de Reims, où elle est directrice du département de philosophie de 2011 jusqu'à la rentrée de septembre 2024. La même année, elle cède la responsabilité du diplôme du master de philosophie à Patrick Wotling. 
Elle dirige la collection entre Art et Philosophie des éditions universitaires Epure de Reims. Elle a publié de nombreux ouvrages sur l'âge classique, notamment en philosophie des sciences, et continue de travailler sur Émilie du Châtelet, Voltaire et les encyclopédistes. Depuis 2008, elle étudie aussi des thèmes transversaux comme la vieillesse, le temps, l'individu dans le monde du vivant. Depuis 2019, elle co-dirige avec Pierre Serna et Malik Mellah, à la fondation Maison des sciences de l'homme à Paris, un séminaire sur la mise en histoire mondiale des animaux. Depuis 2020, elle a lancé à la Maison des sciences humaines de l'université de Reims un programme de recherches sur l'universel des milieux vivants dont la finalité est de réfléchir à la manière de partager les milieux vivants dans le respect et le développement de la biodiversité. La collection des Epure de Reims Penser le développement durable qu'elle dirige est adossée à ce programme de recherches.